# لوستاو
لوستاو (به آلمانی: Lostau) یک منطقهٔ مسکونی در آلمان است که در موزر واقع شده‌است. لوستاو ۱٬۹۱۱ نفر جمعیت دارد.